# Mops mops
Mops mops är en däggdjursart som först beskrevs av Henri Marie Ducrotay de Blainville 1840.  Mops mops ingår i släktet Mops och familjen veckläppade fladdermöss. Inga underarter finns listade.
Denna fladdermus förekommer på Sumatra, på södra Malackahalvön och på nordvästra Borneo. Berättelser om fynd från Java behöver bekräftelse. Habitatet utgörs av skogar, ofta nära vattendrag, där individerna vilar i trädens håligheter.
Arten hotas av habitatförlust på grund av skogsavverkningar och skogsbränder. Den listas av IUCN som nära hotad (NT).
Arten har 43 till 46 mm långa underarmar och den väger 28 till 35 g. Påfallande är de stora övre läpparnas som har många hudveck och som finns hos alla familjemedlemmar. Pälsen är på ovan- och undersidan mörkbrun till rödbrun. Huvudet kännetecknas av stora avrundade öron som är sammanlänkade med en hudremsa på hjässan. Mops mops saknar den tredje premolaren per sida i överkäken vad som skiljer den från andra släktmedlemmar.
Några exemplar hittades i grottor.